# جکی براون (فیلم)
جکی براون (به انگلیسی: Jackie Brown) یک فیلم در ژانر جنایی به نویسندگی و کارگردانی کوئنتین تارانتینو و محصول سال ۱۹۹۷ آمریکا است. فیلم‌نامه این فیلم به‌دست تارانتینو بر اساس رمانی نوشته المور لئونارد به رشته تحریر درآمده است. پم گریر، ساموئل ال. جکسون، رابرت فورستر، بریجیت فوندا، مایکل کیتون و رابرت دنیرو از جمله بازیگران فیلم هستند.
جکی براون به فیلم‌های بدنمایی سیاهان دهه ۱۹۷۰، به‌ویژه کافی و فاکسی براون، که در هر دوی آن‌ها گریر نیز بازی کرده است، ادای دین می‌کند. این تنها فیلم بلند به کارگردانی تارانتینو است که بر پایهٔ اثر دیگری ساخته شده است.
جکی براون در ۲۵ دسامبر ۱۹۹۷ توسط میرامکس در ایالات متحده منتشر شد. این فیلم نقدهای مثبتی گرفت و با بودجه ۱۲ میلیون دلاری، ۷۴٫۷ میلیون دلار در سراسر جهان فروخت. فورستر برای اجرایش نامزد جایزه اسکار بهترین بازیگر نقش مکمل مرد شد و جکسون و گریر نامزد جوایز گلدن گلوب شدند. این فیلم زندگی حرفه ای گرییر و فورستر را احیا کرد، که هیچ‌کدام از آنها سال‌ها برای نقش اصلی انتخاب نشده بودند.

## داستان
جکی براون، زن میانسالی ست که بعد از عمری خدمت در خطوط معتبر بین‌المللی، بخاطر حمل مواد مخدر و دردسرهایی از این قبیل—کاری بهتر از مهمانداری مزخرف‌ترین خط هوائی مکزیک پیدا نکرده. حقوق کم، مزایای ناچیز و پیری که عن‌قریب به سراغش خواهد آمد چنان او را از آینده می‌ترسانند که از سر ناچاری دست به همکاری با یک قاچاقچی اسلحه بنام «اوردل» زده و محموله‌های پول نقد او را به‌طور غیرقانونی از مرز هوائی مکزیک وارد کشور می‌کند. همه چیز خوب پیش می‌رود، تا اینکه یکی از هم دستان اوردل—که به تازگی دستگیر شده—سر نخ به دست پلیس می‌دهد، و آن‌ها هم بلافاصله جکی براون را حین حمل پول بازداشت می‌کنند. جکی دو انتخاب پیش رو دارد: یا با پلیس همکاری کرده و دست اوردل را در دست آن‌ها گذاشته، و به این وسیله از به زندان افتادن و اخراج شدن از کار جلوگیری کند. یا اینکه پیشاپیش بهای زندانی شدنش را از اوردل گرفته و دیگر نگران شغل و آینده‌اش نباشد. همه این اتفاقات مصادف شده با یک معامله بزرگ برای اوردل، و او نیاز به پانصد هزار دلار پول نقد برای جوش دادن معامله‌اش دارد.

جکی براون، مهماندار هواپیما، به طور پنهانی پول‌های قاچاقچی اسلحه‌ای به نام اردل را از مکزیک به لس‌آنجلس منتقل می‌کند. پس از دستگیری بومونت لیوینگستون، یکی از همکاران اردل، او برای جلوگیری از لو رفتن عملیات، با پرداخت وثیقه بومونت از زندان بیرونش می‌آورد، اما به سرعت او را فریب داده و در صندوق عقب ماشینش به قتل می‌رساند.
با اطلاعاتی که بومونت پیش از مرگ در اختیار مأموران پلیس گذاشته بود، جکی هنگام ورود به کشور با مقداری پول نقد و مواد مخدر دستگیر می‌شود. پس از بازداشت، اردل از مکس چری، ضامن وثیقه‌گذار، می‌خواهد تا برای آزادی جکی اقدام کند. اما جکی در خانه‌اش با کشیدن اسلحه‌ای که از ماشین مکس دزدیده، شرایط را تغییر می‌دهد و با اردل توافق می‌کند که در ظاهر با پلیس همکاری کند اما در واقع با کمک او مبلغ 550,000 دلار پول باقی‌مانده را از کشور خارج کند.
اردل برای ادامه کار، لوئیس گارا را که هم‌سلولی سابقش بوده و به تازگی از زندان آزاد شده، جایگزین بومونت می‌کند. در همین زمان، ملانی، یکی از معشوقه‌های اردل، لوئیس را وسوسه می‌کند تا با دزدیدن پول‌ها، خودش صاحب ثروت شود. لوئیس موضوع را با اردل در میان می‌گذارد و اردل که به ملانی بی‌اعتماد است، نگرانی چندانی نشان نمی‌دهد.
در حالی که پلیس فقط از برنامه انتقال 50,000 دلار اطلاع دارد، جکی نقشه‌ای می‌کشد تا 500,000 دلار دیگر را برای خودش بردارد. او مکس را در نقشه شریک می‌کند و به او وعده سهم می‌دهد. در یک اجرای آزمایشی، جکی 10,000 دلار را در مرکز خریدی با یکی از دختران اردل به نام شروندا تعویض می‌کند، در حالی که مأموران از این ماجرا مطلع‌اند. پس از آن، مکس مشاهده می‌کند که زن ناشناسی کیف پول را با شروندا تعویض می‌کند و این موضوع را به جکی گزارش می‌دهد. جکی متوجه می‌شود که اردل، زنی به نام سیمون هاوکینز را به‌عنوان نقشه پشتیبان به کار گرفته است.
در روز نهایی معامله، اردل متوجه می‌شود که سیمون با پول‌ها فرار کرده است. در نتیجه، به ناچار ملانی را مأمور اجرای تعویض کیف می‌کند. جکی وارد اتاق پرو در فروشگاهی می‌شود و در حالی‌که به پلیس گفته تعویض در قسمت غذاخوری انجام خواهد شد، به اردل گفته که در همان اتاق پرو این کار را می‌کند. کیفی که او به ملانی می‌دهد فقط 50,000 دلار در آن است؛ بقیه پول را در همان اتاق پرو برای مکس باقی می‌گذارد. سپس جکی 10,000 دلار را روی کیف می‌گذارد تا به نظر برسد مبلغ کامل را تحویل داده است. بعد از آن به سمت پلیس در قسمت غذاخوری می‌رود و ادعا می‌کند که ملانی وارد اتاق شده و پول را دزدیده است.
اما ملانی هنگام خروج از مرکز خرید به شوخی‌های پیاپی با لوئیس ادامه می‌دهد، و پس از بحثی شدید، لوئیس او را در پارکینگ می‌کشد. وقتی لوئیس موضوع را به اردل اطلاع می‌دهد و می‌گوید که مکس را در همان حوالی دیده، اردل که خشمگین شده، لوئیس را هم به قتل می‌رساند.
سپس اردل از مکس می‌خواهد به جکی اطلاع دهد که اگر پول را بازنگرداند، کشته خواهد شد. مکس به دروغ می‌گوید که جکی از ترس در دفتر او پنهان شده و حاضر است پول را پس بدهد. اردل با مکس به دفتر می‌آید، اما به محض ورود، جکی فریاد می‌زند که اردل مسلح است. در این لحظه، مأموران پلیس که همراه وینستون، همکار مکس، در کمین بودند، وارد عمل شده و اردل را به ضرب گلوله از پای در می‌آورند.
پس از آن، اتهامات جکی کاملاً رفع می‌شود و او تصمیم می‌گیرد به مادرید سفر کند. او از مکس دعوت می‌کند همراهش بیاید، اما مکس دعوت را رد می‌کند. پس از خداحافظی و بوسه‌ای کوتاه، جکی سوار ماشین می‌شود و در حالی‌که مکس رفتنش را نظاره می‌کند، از آنجا دور می‌شود.

## بازیگران
- پم گریر در نقش جکی براون
- ساموئل ال. جکسون در نقش اوردل رابی
- رابرت فورستر در نقش مکس چری
- بریجیت فوندا در نقش ملانی رالستون
- مایکل کیتون در نقش مأمور ATF ری نیکولت
- رابرت دنیرو در نقش لوئیس گارا
- مایکل بوون در نقش کارآگاه LAPD مارک دارگوس
- کریس تاکر در نقش بومونت لیوینگستون
- لیسا گی همیلتون در نقش شروندا
- تام لیستر جونیور در نقش وینستون
- هتی وینستون در نقش سیمون هاوکینز
- سید هیگ در نقش قاضی
- ایمی گراهام در نقش امی، دختر فروشنده بیلینگزلی
- گیلیان ایلیانا واترز در نقش موسبرگ ۵۰۰ تامی جو
- میشل بروب در نقش بریتانی
- دنیس کرازبی در نقش مدافع عمومی
- الیس ای.ویلیامز در نقش بارمن کاکادو
- تکیا کریستال کیما در نقش راینل
- کوئنتین تارانتینو در نقش صدای روی منشی تلفنی
- تونی کرتیس در نقش خودش